# Düren
Düren è una città di 91 814 abitanti della Renania Settentrionale-Vestfalia, in Germania.
È capoluogo del circondario (Kreis) omonimo (targa DN).
Düren si fregia del titolo di "Grande città di circondario" (Große kreisangehörige Stadt).

## Geografia fisica
La città di Düren sorge a metà strada tra Colonia ed Aquisgrana, sulle sponde del fiume Rur.

## Storia
Abitata da popolazioni celtiche probabilmente fin da prima della nascita di Cristo, divenne in seguito un importante avamposto dell'Impero Romano. Entrò quindi a far parte del regno dei Franchi, che vi edificarono un castello. Città libera dell'Impero durante il Basso Medioevo, fu devastata nel XVII-XVIII secolo da una serie di epidemie, dal terremoto del 1755 e dalla Guerra dei trent'anni. Occupata dai Francesi durante le guerre napoleoniche, venne poi ceduta alla Prussia dopo il Congresso di Vienna (1815). Alla fine del XIX secolo il suo sviluppo economico fu tale che nei primi anni del '900 figurava tra le città più ricche della Germania, ma venne distrutta dai bombardamenti alleati durante la II Guerra Mondiale e in seguito ricostruita.

## Infrastrutture e trasporti
Düren è capolinea della linea S 12 della S-Bahn di Colonia.

## Amministrazione

### Gemellaggi
- Altmünster - Austria
- Cormeilles - Francia
- Gradačac - Bosnia
- Jinhua - Cina
- Karadeniz Ereğli - Turchia
- Stryj - Ucraina
- Valenciennes - Francia